# Cirilo Amorós
Pour les articles homonymes, voir Amorós.
Cirilo Amorós Pastor, né à Valence le 9 juillet 1830 et mort dans la même ville le 27 février 1887, est un juriste et homme politique espagnol.

## Biographie
Il est diplômé en Droit de l’Université de Valence en 1852.
Membre du Parti modéré, il est gouverneur civil intérim de Valence en 1865.
Fondateur du premier cercle alphonsin de sa ville natale, en 1874 il est décrit par le général Martínez Campos comme le stratège politique du pronunciamiento de Sagonte, qui à la fin de l’année marque la fin de la Première République et le début de la Restauration bourbonnienne en proclamant le roi Alphonse XII.
En 1876, il participe à la rédaction de la Constitution du régime.
Au cours de la Restauration, il est député à 4 reprises pour les circonscriptions de Liria ou Játiva.
Une rue de Valence porte son nom.